# 石灰化上皮性歯原性腫瘍
石灰化上皮性歯原性腫瘍（せっかいかじょうひせいしげんせいしゅよう、Calcifying epthelial odontogenic tumor; CEOT）は、歯原性腫瘍の一種で、通常良性腫瘍であるが、リンパ節転移を起こす悪性例の報告も数例存在する。Pindborg腫瘍 (Pindborg tumor) とも。1955年にPindborgにより命名された腫瘍で、かつては歯原性石灰化上皮腫と訳された。

## 疫学
好発年齢は特になく、10 - 90歳代まで発生する。わずかに女性に多い。60 - 70 %が下顎に発生し、特に大臼歯部に多く、約50 %で埋伏歯と関連している。大部分は骨中心性である。歯原性遺残上皮、埋伏歯の退縮エナメル上皮、含歯性嚢胞の裏装上皮、口腔粘膜上皮などが由来として考えられている。

## 診断

### X線所見
境界明瞭な単房性 (2/3) または多房性 (1/3) の透過像の中に石灰化物を認める。

### 病理組織学的所見
アミロイド様の物質の沈着が見られ、細胞間橋の目立つ多角形細胞のシート状から索状の増殖が見られる。また、多形性が見られるが、異型核分裂像は見られない。そのため、鑑別診断としては容易であるが、細胞の多形性を悪性所見であるとしないよう注意が必要である。
アミロイドはコンゴーレッド染色やチオフラビンT染色で証明する。

## 症状
大部分は骨内性で、緩慢に増大する無痛性腫瘤。まれに骨外性。上顎骨に発生した場合、突出、鼻出血、鼻腔閉塞が発生する事がある。

## 治療
一般に摘出術が行われるが、大きなものでは顎骨切除術、再建術が選ばれることもある。

## 予後
再発は稀である。